# Jacopo Rusticucci
Jacopo Rusticucci (Florencia,... – post 1266) fue un político italiano.
No se tiene muchas noticias históricas de su vida. Se sabe que pertenecía a la facción de los Cavalcanti y que en el 1254 fue procurador especial del comune de Florencia por las tratativas con los otros comunes de la Toscana. En el 1258 fue capitano del popolo de Arezzo. La última noticia cierta de su vida es que estaba todavía vivo en el 1266.

Su fama se debe a que Dante Alighieri lo cita entre los grandes espíritus "que a bien hacer se ingeniaron" (Inf. VI, v. 81) y que, con consternación del poeta, lo encontrará entre los condenados "más negros" del Infierno.

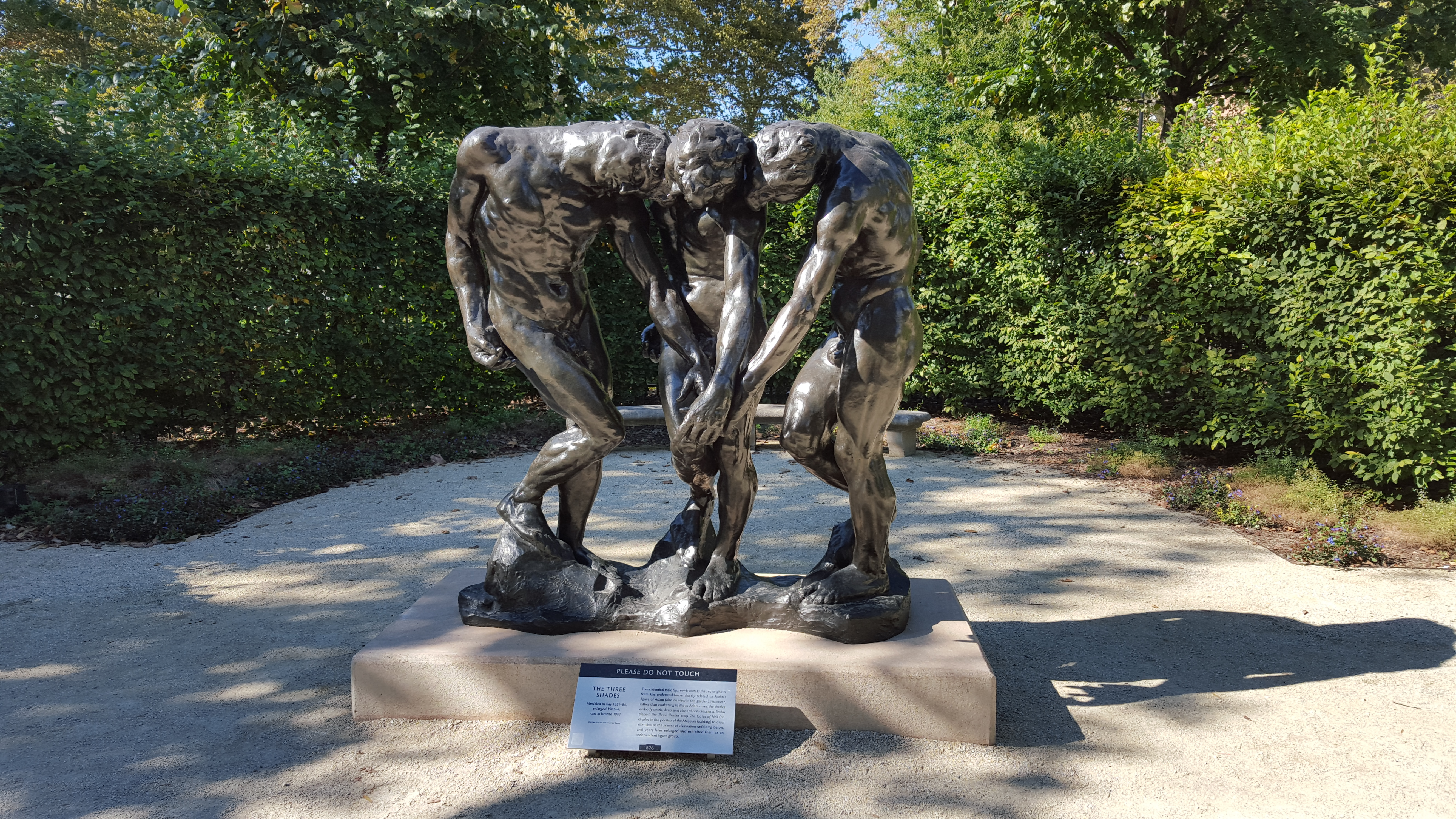
Las tres sombras de Auguste Rodin: una representación de Rusticucci, Guerra y Aldobrandi

Rusticucci está de hecho entre los personajes que Dante encuentra en la tríada de los violentos contra la naturaleza en el XVI canto junto a Guido Guerra y Tegghiaio Aldobrandi. En el pasaje es el mismo Virgilio quien estimula a Dante a dialogar.

A sus gritos mi doctor se detuvo:

Volvió su rostro a mi y: Ahora espera,

dijo, con estos corresponde ser cortés.
vv. 13-15

Al contrario de Tegghiaio, descrito como "caballero de gran espíritu (...) y de gran sentimiento en las obras de armas", esta figura es presentada como un caballero de "poca sangre". Dante se limita a decirle que la causa de su decadencia fue su esposa, frase sobre la que los comentadores antiguos han supuesto que quizás la vida demasiado agobiante o austera de la esposa lo indujo a la homosexualidad, sea porque su esposa no quería mantener relaciones sexuales con él o era difícil de tratar.
Boccaccio indica también que quizás el pecado de sodomía es consumado con la misma esposa, enfatizando que el pecado callado por Dante no implicaba necesariamente la homosexualidad.